# Zelenáček devaterníkový
Zelenáček devaterníkový (Adscita geryon) je druh motýla z čeledi vřetenuškovití žijícího v jižní, střední Evropě a západní Evropě. Jeho výskyt zasahuje od severního Pyrenejského poloostrova přes Krym až po severovýchodní Turecko.

## Popis
Rozpětí křídel zelenáčka devaterníkového se pohybuje přibližně v rozmezí 18–24 mm. Svým vzhledem je velmi podobný dalším druhům z rodu zelenáček, bývá ale většinou menší. Větší bývají samečci.

## Výskyt
Zelenáček devaterníkový obývá výslunné stráně, lesní okraje a písčiny.

## Vývoj
Samice zelenáčka devaterníkového kladou vajíčka hromadně na rub listů. Housenky tohoto druhu se živí na devaterníku velkokvětém, kterému zpočátku spásají svrchní vrstvu listové pokožky, poté okusují celé listy. Za nepříznivých podmínek se ukrývají pod kamením. Dospělci sají ve dne nektar z fialových a žlutých květů.

## Ohrožení
Zelenáček devaterníkový je v ČR vzácným druhem, který je na ústupu, v jižních Čechách je dokonce zařazen do kategorie „kriticky ohrožený“. Jediná zaznamenaná populace v tomto regionu byla na Českokrumlovsku. Důvodem ústupu tohoto druhu je zarůstání výslunných řídkých trávníků křovinami.